# Rechteckdolmen von Hüsby

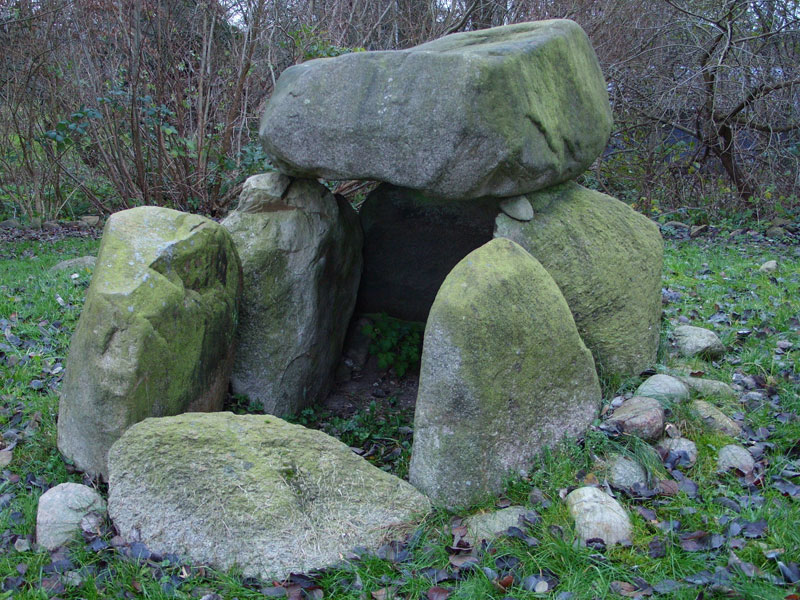
Rechteckdolmen von Hüsby

Der Rechteckdolmen von Hüsby, (auch von Schuby-Kroy genannt) mit halbhohem Eintrittstein wurde im Jahre 1966 im Zusammenhang mit einer Knickrodung, im Rahmen der Flurbereinigung, von Gottfried Schäfer untersucht. Er wurde etwa einen Kilometer westlich seines heutigen Standortes entdeckt und ausgegraben. Er stammt aus dem Neolithikum und ist eine Anlage der Trichterbecherkultur (TBK – 3500–2800 v. Chr.). Hüsby liegt westlich von Schleswig in Schleswig-Holstein. Der rekonstruierte Dolmen liegt heute kurz vor dem nördlichen Ortseingang von Hüsby, zwischen Klein-Dannewerk und Schuby, rechts der Straße.

## Der Hügel
Der Rundhügel hatte 40 m Durchmesser und drei Metern Höhe und wies mindestens acht Bauphasen auf. Im Randbereich lagen drei Steinkränze und ein Kreisgraben. Der Hügel war aus stellenweise gelbscheckigem, sandig-humosem Material von bräunlichem und grauem Farbton aufgeschüttet. An einigen Stellen waren Soden zu erkennen. 
Im Zentrum lag der Kernhügel mit 5,5 m Durchmesser. Seine Hügelschüttung reichte bis zur Tragsteinoberkante. Ein vermutlich bereits vorzeitlich gestörter Steinkranz aus kopf- bis doppelkopfgroßen Steinen war am Hügelfuß erhalten. 

## Die Kammer
Die west-ost ausgerichtete Kammer des Rechteckdolmen hat Innenmaße von 2,1 × 0,8 m und eine Höhe von 0,9 m. Die Tragsteine waren in den Standgruben mit Rollsteinen verkeilt. Die fünf nur leicht eingetieften und nach innen geneigten Tragsteine (zwei je Langseite) trugen zwei Decksteine, von denen einer fehlt. Im Osten befindet sich der halbhohe Eintrittstein. In einer jüngeren Steinpackung lag, etwa 1,5 m östlich eine Steinplatte, die vermutlich die Eingangsöffnung verschloss. Der westliche Deckstein des Dolmens ist ein Granitblock (1,5 × 1,2 × 0,6 m), dessen Ober- und westliche Stirnseite mit insgesamt 112 Schälchen bedeckt ist. Der zweite, kleinere Deckstein fehlt. Die Tragsteine des Dolmens waren außen mit einer Packung aus Lehm und Rollsteinen ummantelt. Die Lücken zwischen den Tragsteinen waren mit geschichteten Steinplatten ausgefüllt. Der Boden hat ein sorgfältig verlegtes Pflaster aus faust- bis doppelfaustgroßen Rollsteinen, die unter einer Schüttung von gebranntem Flint liegen.

Rechteckdolmen von Hüsby
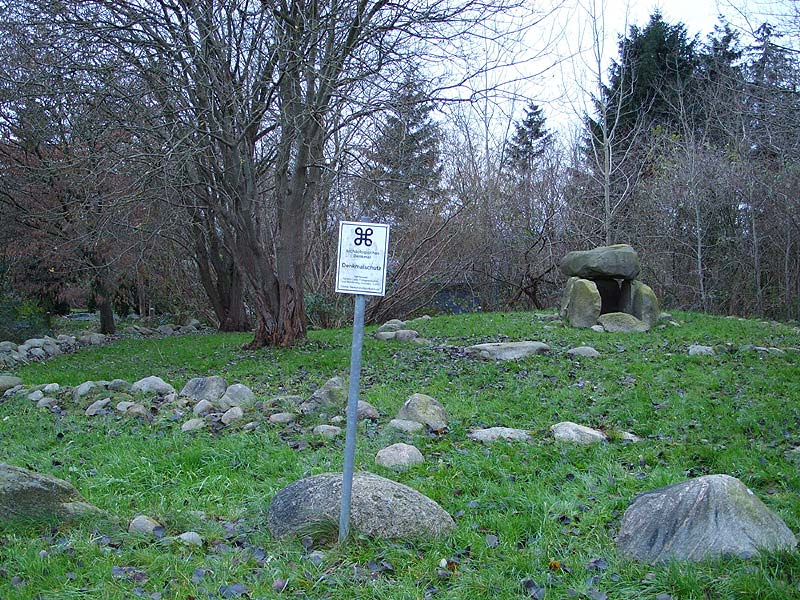
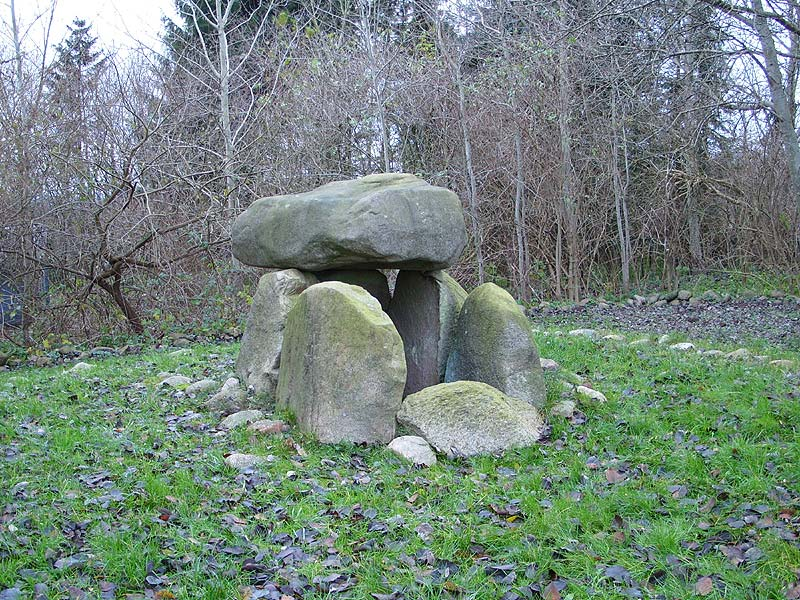
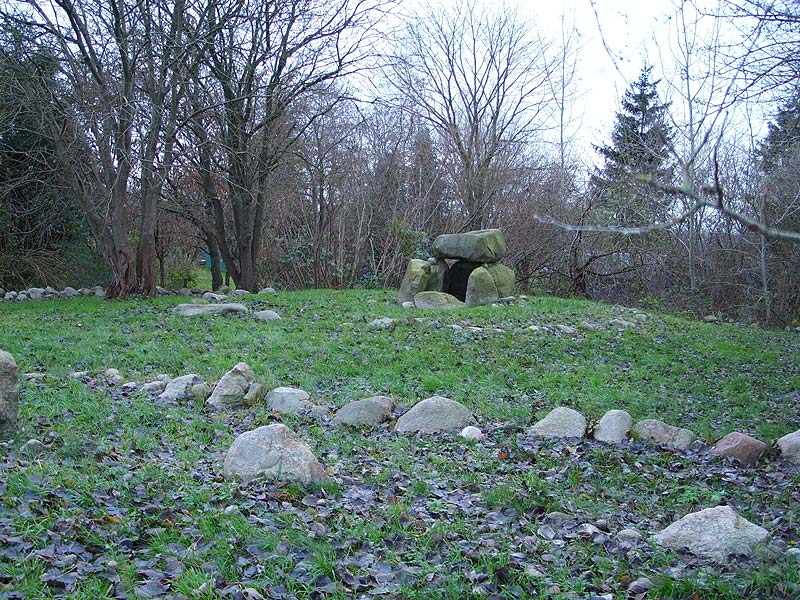

## Funde
Der Kammerboden war mit gelblich-braunem, feinsandigem Boden gefüllt. Auf der Flintschüttung standen Keramiken: 
Vor der Nordseite stand ein Trichterbecher. Unmittelbar vor dem Schlussstein wurden ein Trichterbecher sowie die Scherben eines stark zerdrückten Bechers und einer weitmundigen Schale gefunden. Neben der Schale lag ein zerscherbter Backteller. 
Der Deckstein des Dolmens wurde teilweise von der Steinpackung einer frühbronzezeitlichen Baumsargbestattung überlagert. Das bedeutet, dass die Schälchen älter als diese Bestattung sein müssen. Im Hügel waren neun Nachbestattungen erfolgt: 
- drei in den anstehenden Boden eingetiefte Erdgräber, vermutlich aus dem Spätneolithikum
- vier spätneolithische bzw. frühbronzezeitliche Baumsargbestattungen mit Steinpackungen
- zwei Brandbestattungen, vermutlich aus der mittleren Bronzezeit.